# Качканар
Качкана́р — город областного подчинения Свердловской области. Административный центр Качканарского муниципального округа. Получил статус города 9 октября 1968 года, став самым молодым городом области.
Население — 36 910 чел. (2023).

## Топоним
Название города дано по одной из высочайших вершин Среднего Урала (887,6 м) горе Качканар, отделённой от города водохранилищем. Однозначной расшифровке название города и горы не поддаётся. Есть несколько версий, толкований топонима «Качканар».
- Версия о тюркском происхождении: тюрк. кашканар — «лысый верблюд»[7]. Эта версия получила популярность из-за наличия на вершине Качканара скалы с одноимённым названием[5][8].
- Другая версия о тюркском происхождении топонима связана с тат. качкын — «беглец» и тат. качкыннар — «беглецы»[7].
- Качканар — «вершина, где садятся орлы»[9].
- Финно-угорская версия: манс. нар (нер, нёр) — «каменная гора», «хребет»[10], однако компонент «качка» в этой версии объяснить не удаётся[7]. В источниках XVIII века гора именуется «Кесканар»[11][12].

## География
Город расположен на восточном склоне Среднего Урала возле горы Качканар в междуречье Иса и Выи — притоков Туры (бассейн Оби), в 253 километрах по автодороге к северо-западу от Екатеринбурга. Одноимённая железнодорожная станция находится на ветке от станции Азиатской на линии Пермь — Гороблагодатская — Нижний Тагил. В 2003 году была запущена в эксплуатацию автодорога Качканар — Верхняя Тура, соединившая город с трассой Серов — Екатеринбург, а также участок дороги до Горнозаводска через посёлки Промысла и Тёплая Гора, обеспечивший транспортную связь между Свердловской областью и Пермским краем.
Собственно территория города Качканара расположена юго-западнее горы Качканар (абсолютная отметка 878,3 м над уровнем моря), в акватории правобережья искусственного водоёма — Нижне-Выйского водохранилища с зеркалом воды 9,4 км² (отметка уреза воды 281,5 м) на склонах Долгой горы (абсолютная отметка 402,0 м). Рельеф местности холмисто-увалистый, прорезан долинами небольших правых притоков русла реки Выи — речками Деревянной, Чащевитой, Рогалёвкой и др.
| С-З | Соликамск ~ 310 км Березники ~ 291 км | Ивдель ~ 343 км Серов ~ 173 км              | Ханты-Мансийск ~ 906 км Нягань ~ 693 км    | С-В |
| З   | Пермь ~ 269 км Ижевск ~ 537 км        | Роза ветров                                 | Алапаевск ~ 241 км Тюмень ~ 524 км         | В   |
| Ю-З | Красноуфимск ~ 379 км Уфа ~ 623 км    | Нижний Тагил ~ 115 км Екатеринбург ~ 251 км | Каменск-Уральский ~ 353 км Курган ~ 613 км | Ю-В |

### Климат
Климат Качканара умеренно континентальный, со среднегодовой амплитудой температур — 32 градуса °C. Зима продолжительная, многоснежная, почти без оттепелей. Весна короткая, с частыми возвратами холодов, лето короткое, довольно тёплое. Осень затяжная, с ранними заморозками. Средняя продолжительность безморозного периода — 98 дней. Среднегодовая сумма осадков — 467 мм, треть из которых (117 мм) выпадает в холодный период. В течение всего года преобладают ветра западного и юго-западного направления. Леса местного ареала представлены как хвойными породами (сосна, ель, пихта, лиственница), так и лиственными породами (берёза, осина, липа).
| Показатель                    | Янв.  | Фев.  | Март | Апр. | Май  | Июнь | Июль | Авг. | Сен. | Окт. | Нояб. | Дек.  |
| ----------------------------- | ----- | ----- | ---- | ---- | ---- | ---- | ---- | ---- | ---- | ---- | ----- | ----- |
| Средний суточный максимум, °C | −12,6 | −10,2 | −2,3 | 5,6  | 14,2 | 18,8 | 21,3 | 18,3 | 12,2 | 4    | −4,9  | −10,2 |
| Средняя температура, °C       | −15,3 | −13,3 | −5,8 | 1,3  | 9,4  | 14,7 | 17,3 | 14,6 | 8,9  | 1,5  | −7,2  | −12,8 |
| Средний суточный минимум, °C  | −18,3 | −16,7 | −9,9 | −3,8 | 3,3  | 9,5  | 12,5 | 10,4 | 5,5  | −1   | −9,8  | −15,4 |
| Норма осадков, мм             | 29    | 23    | 38   | 42   | 61   | 95   | 90   | 91   | 74   | 54   | 42    | 30    |
| Источник:                     |       |       |      |      |      |      |      |      |      |      |       |       |

### Сейсмическая обстановка
В целом район месторождения характеризуется низкой сейсмической активностью. В ночь на 30 марта 2010 года в 03:02 по местному времени в 25 км от Качканара произошло землетрясение магнитудой 4,4 (по другим данным 3,9), глубина очага 21 км, интенсивность в эпицентре до 5 баллов. Землетрясение ощущалось в радиусе ~50 км от эпицентра, ближе всего к которому (7 км) оказался посёлок Покап Свердловской области. Значительных разрушений землетрясение не причинило.
Относительно сильные землетрясения на Урале происходят довольно редко, особенно редки события с обширными макросейсмическими проявлениями. На территории, охваченной сейсмическими сотрясениями, имеется несколько горнодобывающих предприятий, которые потенциально могли быть причастны к возникновению техногенной сейсмичности в районе очага. Однако анализ данных региональной сейсмической сети позволил установить природный характер землетрясения.

## История
Первые поселения на территории нынешного Качканарского муниципального округа — приисковые посёлки, возникшие в конце XIX века в связи с активной добычей золота и платины. Среди них Именновский (1881), Валериановский (1892) и др. В 1895 году на имя золотопромышленницы Р. Я. Протопоповой был оформлен отвод земли под прииск с названием «Качканар» на реке Гусевой. На реке Утянке располагался прииск Качканарский (с 1958 года — посёлок Утянка).
Город Качканар был основан для обеспечения разработки группы Качканарских месторождений. Приобрёл статус города областного подчинения 9 октября 1968 года. С момента принятия решения о строительстве и по сегодняшний день город неразрывно связан с горно-обогатительным комбинатом. Строительство ГОКа и города началось в 1957 году и в 1958 на XIII съезде ВЛКСМ было объявлено ударной комсомольской стройкой. За 1957—1962 гг. возводить новый город прибыли 760 коммунистов, 3600 комсомольцев, 3500 демобилизованных воинов Советской Армии. В кратчайшие сроки среди тайги выросли промышленные корпуса, жилые здания, заложены первые горные выработки. Город активно развивался, строились десятки новых 5- и 9-этажных домов. С 1972 по 1985 год в городе действовало троллейбусное движение.
23 марта 1957 года был издан приказ № 12-ОС-1 Министра строительства предприятий металлургической и химической промышленности СССР "Об организации треста «Качканаррудстрой» за подписью Д. Я. Райзера. Есть мнение, что именно 23 марта является фактической документальной датой образования города. 14 мая 1957 года вышел приказ того же министерства об образовании в составе треста необходимых для начала стройки хозяйств. Управляющим трестом был назначен Мстислав Владимирович Левитский, о чём свидетельствует приказ № 1, в котором говорится о том, что Левитский назначен министерством директором треста. 27 мая начался штурм тайги. Именно эта дата — 27 мая — отмечается жителями Качканара как день рождения города. Партия рабочих в 150 человек прорубала дорогу от посёлка Валериановского к Долгой горе, расчищая площадь для плотины на реке Вые. В июне был построен палаточный городок. В будущем посёлке вырубались просеки для первых улиц. Был построен мост через Выю, пришёл первый бульдозер С-80. В июле появилась столовая открытого типа с земляным полом, построена бревенчатая баня, заложен первый дом на Октябрьской улице. 1 сентября 1957 года в Качканаре начался первый учебный год. В ноябре 1957 года на строительстве работало 1100 человек.
7 ноября 1958 года открылось железнодорожное движение Азиатская — Качканар. Большой вклад в строительство ветки внёс первый руководитель комбината Виктор Петрович Дерягин. В этом же году указом Президиума Верховного Совета РСФСР № 20 (252) Качканар получил статус рабочего посёлка. В 1959 году бригада Л. Петина установила первую колонну на строительстве корпуса среднего и мелкого дробления, строилась плотина и фундамент корпуса крупного дробления. За 1959 год было сдано в эксплуатацию 29 тыс. м² жилой площади, школа, ясли, баня, бетонный завод и другие объекты. В 1960 году началось строительство обогатительной фабрики, цеха ЖБК, ТЭЦ. В 1961 году на стройке трудились уже 11 тысяч человек. В 1962 году была электрифицирована железная дорога Качканар — Азиатская, начал работать хлебозавод.
В 1958 году началось строительство Главного карьера Качканарского ГОКа. Основные объёмы горноподготовительных работ были проведены в 1961—1962 годах. 30 сентября 1963 года первая очередь ГОКа была запущена в эксплуатацию. Ранее, 8 июня 1963 года, был получен первый концентрат. В короткие сроки была построена аглофабрика. 28 декабря 1964 года получен первый агломерат.
В январе 1963 года в посёлке открылся кинотеатр «Юность», сразу ставший символом Качканара, 28 сентября того же года был запущен в работу первый котёл Качканарской ТЭЦ. В июле 1964 года был сдан в эксплуатацию пионерлагерь «Чайка». В январе 1967 года было открыто регулярное автобусное сообщение по трём маршрутам.
25 июня 1968 года состоялось открытие качканарского Дворца культуры. 9 октября того же года указом Президиума Верховного Совета РСФСР Качканар приобрёл статус города областного подчинения. 25 октября того же года Качканарская городская комсомольская организация была награждена Орденом Трудового Красного Знамени. Одной из особенностей молодого города стало отсутствие улицы Ленина, отличавшее его от большинства населённых пунктов.
31 октября 1968 года в Качканаре прошла первая партийная конференция с участием Б. Н. Ельцина (в должности заведующего строительным отделом обкома КПСС), по итогам которой первым по счёту первым секретарём Качканарского горкома партии был избран Д. И. Гикалов.
На этапе строительства комбината и города администрация сотрудничала с издательством журнала «Урал» для освещения и публикации материалов о стройке. Писательница и художник Горланова Н. В. получила одну из своих первых премий за публикацию «Филологический амур» (1981) в том числе благодаря поддержке качканарских читателей. Ряд статей, посвящённых 50-летнему юбилею города, вышел в журнале «Урал» в 2007 году.
В сентябре 1971 года в городе было запущено местное радиовещание. В октябре 1972 года было завершено строительство первой очереди троллейбусной линии.
В 1976 году были сданы в эксплуатацию стадион «Горняк» на 10 тыс. мест, хоккейный корт и легкоатлетический манеж. В этом же году открылся филиал Свердловского завода «Электроавтоматика», впоследствии ставший радиозаводом «Форманта».
В 1981 году была запущена в эксплуатацию первая очередь городской АТС.
12 апреля 1991 года к забастовке шахтёров присоединилась аглофабрика КГОКа, а 18 апреля в забастовке участвовали все цехи комбината, завод по ремонту горного оборудования и радиозавод. В мае 1991 года из городской партийной организации вышло около половины членов. 8 октября 1992 года был открыт качканарский историко-краеведческий музей.
В 2005 году были зарегистрированы флаг и герб Качканара. 1 января 2006 года было зарегистрировано муниципальное образование «Качканарский городской округ».

## Население
| 1959    | 1970    | 1979    | 1989    | 1996    | 1998    | 2000    | 2001    | 2002    |
| ------- | ------- | ------- | ------- | ------- | ------- | ------- | ------- | ------- |
| 3992    | ↗33 048 | ↗41 323 | ↗48 251 | ↗48 800 | ↘48 300 | ↘47 800 | ↘47 600 | ↘44 664 |
| 2005    | 2006    | 2007    | 2008    | 2009    | 2010    | 2011    | 2012    | 2013    |
| ↘44 100 | ↘43 800 | ↘43 400 | ↘43 100 | ↘42 849 | ↘41 426 | ↘41 400 | ↘40 998 | ↘40 606 |
| 2014    | 2015    | 2016    | 2017    | 2018    | 2019    | 2020    | 2021    | 2023    |
| ↘40 260 | ↘40 036 | ↘39 737 | ↘39 338 | ↘38 996 | ↘38 441 | ↘38 092 | ↘37 307 | ↘36 910 |

На 1 января 2025 года по численности населения город находился на 414-м месте из 1124 городов Российской Федерации.
В 1970-х годах Качканар назывался самым быстрорастущим городом Среднего Урала. За 1959—1975 годы население города возросло более чем в 9 раз и составило 39 тыс. человек (на начало 1974 года). С 1959 по 1983 год был зафиксирован более чем десятикратный прирост населения города.
Социальную обстановку в Качканаре в 1969—1970 годах анализировал Л. Н. Коган, использовав свои исследования для разработки социологической концепции молодого города. В отличие от новых городов, которые выросли из старых поселений, Качканар относится к тем, что были возведены:
а) «на пустом месте».
б) методом ударной молодёжной стройки.
Поэтому подобные Качканару поселения не просто молодые в смысле недавно построенных, но и молодёжные — по преобладающему составу населения. Из молодёжности вытекают другие особенности, важнейшая из которых — это высокая мобильность, текучесть населения, приводящая к проблеме закрепления кадров и создания постоянного оседлого, стабильного контингента горожан.

## Экономика
Наиболее крупные предприятия города:
- Качканарский горно-обогатительный комбинат (ОАО «ЕВРАЗ КГОК»)
- ОАО «Металлист» (ранее — завод по ремонту горного оборудования)
- Качканарская ТЭЦ

В советское время в Качканаре работал Качканарский радиозавод (Форманта).
В июле 2014 года Качканар был внесён Правительством РФ в перечень моногородов в категорию 2 «Монопрофильные муниципальные образования Российской Федерации (моногорода), в которых имеются риски ухудшения социально-экономического положения».

## Наука и образование
В городе есть несколько школ:
- средняя общеобразовательная школа № 2,
- средняя общеобразовательная школа № 3,
- средняя общеобразовательная школа им. К. Н. Новикова (бывшая школа № 4),
- основная общеобразовательная школа № 5,
- лицей № 6,
- средняя общеобразовательная школа № 7,
- коррекционная школа,
- Филиал Уральского радиотехнического техникума имени А. С. Попова,
- Качканарский горно-промышленный колледж,
- Центр детского технического творчества «Альтернатива»,
- Дом детского творчества,
- Детская художественная школа,
- Детская музыкальная школа,
- Детская школа искусств,
- Качканарская городская библиотека им. Ф. Т. Селянина.

## Физкультура и спорт
Стадион «Горняк»
В городе функционирует Дворец спорта и стадион.
Городские спортивные секции:
- спортивная школа «Самбо и Дзюдо»,
- школа олимпийского резерва «Олимп»,
- школа олимпийского резерва «РОУКС»,
- спортшкола «Спартак»,
- спортшкола «РИТМ»,
- спорткомплекс «ЕВРАЗ Арена»,
- дворец единоборств «Атлант».
- ледовая арена "Кристалл"

Спортивные клубы:
- хоккейный клуб «Кристалл»,
- футбольный клуб «Горняк».

## Средства массовой информации
В городе выходят газеты «Качканарский Четверг», «Качканарский Рабочий», «Новый Качканар». Раньше[когда?]

 выходила учреждённая администрацией города газета «Качканарское Время».
Действующие радиостанции и телеканалы:
- Радио «Джем FM» — 97,7 FM;
- Радио «Волна FM» — 100,8 FM;
- Радио «Интерра FM» — 101,8 FM;
- Радио «Мастер FM» — 102,8 FM;
- Радио «Воскресение» — 104,4 FM;
- Радио России / ГТРК Урал — 107,5 FM;
- Радио «Пилот FM» — 107,9 FM.

Также в Качканаре существовала ныне закрытая газета «Руда», потомок газеты «Качканарская Руда» и газета «Качканарка». В Качканаре работает корпункт телекомпании «Телекон» (г. Нижний Тагил), до декабря 2021 года работал телеканал «Мой город Качканар».
Цифровое эфирное телевещание первого (35 канал, 586 МГц; 23 ТВК, 490 Мгц (22км); 27 ТВК, 522 Мгц (42 км)) и второго (37 канал, 602 МГц; 59 ТВК, 778 Мгц (22 км); 45 ТВК, 666 Мгц (42 км)) мультиплекса (пакета теле-, радиопрограмм).

## Русская православная церковь
Качканар является центром Западного благочиния Нижнетагильской епархии.
- Храм во имя иконы Божией Матери «Взыскание Погибших» (ул. Строителей, 6). Открыта в 1993 году[77][78]. Находится в помещении бывшего детского сада. Настоятель — иерей Георгий Верниковский.
- Храм Воскресения Христова (ул. Свердлова, 56)[78]

Закладка нового православного храма состоялась 21 октября 2001 года. Стройка финансировалась компанией «Евраз» и другими благотворителями. Автор проекта Виктор Варламов. Храм сочетает в себе стили православной архитектуры нескольких эпох, включая в себя образы трёх храмов: Покрова на Нерли, Спасского и Троицкого соборов. Молитвенное помещение храма рассчитано на пятьсот прихожан. Храм расположен на вершине горы Долгой, самой высокой точке города. Занимает третье по величине место в епархии. Архитектор — Антон Мазаев. Настоятель — протоиерей Геннадий Чечулин.
- Часовня в Больничном городке в честь великомученика и целителя Пантелеймона[78]

## Достопримечательности
- Парк «Строитель»
- Парк «Прометей»
- Памятник Ликвидаторам Атомных Катастроф
- Храм Воскресения Христова
- Памятник погибшим в Афганистане
- Памятник погибшим в Великой Отечественной войне
- Аллея арок

- Достопримечательности
- Стела в виде символического ключа от города на въезде в Качканар со стороны Валериановска
- Памятник ликвидаторам атомных катастроф
- Фонтан «Портал будущего» на площади дворца Культуры
- Мемориал погибшим в Афганской войне
- Монумент «Глобус в руках Атланта»
- Стела «Сковородка» в сквере у Дворца культуры
- Памятник и стела первостроителям Качканара (символические палатки) в парке Строителей
- Аллея арок
- Парк «Прометей»

## Почётные граждане
По состоянию на январь 2018 года
| №  | ФИО                             | Год присвоения звания | Примечания                                                            |
| -- | ------------------------------- | --------------------- | --------------------------------------------------------------------- |
| 1  | Мурашов Александр Васильевич    | 1977                  |                                                                       |
| 2  | Cухенко Клавдия Павловна        | 1978                  |                                                                       |
| 3  | Молдованова Татьяна Фёдоровна   | 1978                  |                                                                       |
| 4  | Васильев Валерий Всеволодович   | 1999                  |                                                                       |
| 5  | Кусов Владимир Ильич            | 1999                  |                                                                       |
| 6  | Лебедев Рудольф Павлинович      | 1999                  |                                                                       |
| 7  | Гикалов Дмитрий Иванович        | 2000 (посмертно)      | Имя Гикалова носит одна из улиц города58°41′25″ с. ш. 59°29′04″ в. д. |
| 8  | Гаркачев Виктор Васильевич      | 2001                  |                                                                       |
| 9  | Сабанина Римма Михайловна       | 2002                  |                                                                       |
| 10 | Бабкин Юрий Павлович            | 2002                  |                                                                       |
| 11 | Ерёмин Николай Яковлевич        | 2003                  |                                                                       |
| 12 | Самочернова Светлана Фёдоровна  | 2005                  |                                                                       |
| 13 | Новосёлов Алексей Георгиевич    | 2005                  |                                                                       |
| 14 | Ульянова Станислава Казимировна | 2006 (посмертно)      |                                                                       |
| 15 | Попов Василий Алексеевич        | 2006                  |                                                                       |
| 16 | Миронов Владимир Фёдорович      | 2007                  |                                                                       |
| 17 | Селянин Фёдор Тимофеевич        | 2007 (посмертно)      | Его именем названа городская библиотека                               |
| 18 | Иванов Николай Иванович         | 2009                  |                                                                       |
| 19 | Спиркин Николай Лаврентьевич    | 2012                  |                                                                       |
| 20 | Литвиненко Нина Фёдоровна       | 2013                  |                                                                       |
| 21 | Краснопевцева Галина Петровна   | 2014                  |                                                                       |

## Города-побратимы
1. Сельва-ди-Валь-Гардена, Италия
2. Молодечно, Беларусь

## Галерея
- Вид с высоты
- Вид с высоты
- Здание администрации Качканарского муниципального округа
- Дворец культуры
- Спорткомплекс «ЕВРАЗ Арена»
- Улица Гикалова
- Улица Октябрьская
- Улица Свердлова
- Привокзальная улица
- Улица Свердлова
- Вид на дома 8-го и 4-го микрорайонов
- Вид на старый район города и промплощадку КГОКа